# Ley para la Prohibición de Videojuegos Bélicos
La Ley para la Prohibición de Videojuegos Bélicos y Juguetes Bélicos, también conocida simplemente como la Ley para la Prohibición de Videojuegos Bélicos, fue una ley aprobada por la Asamblea Nacional de Venezuela el 3 de diciembre de 2009. La ley penaliza la creación, comercialización, distribución y uso de videojuegos violentos.
La ley fue fuertemente criticada, entre otras razones, por su ambigüedad al no incluir una definición concreta de violencia.
La aprobación de la ley resultó perjudicial para el desarrollo de videojuegos en Venezuela y causó la desarticulación de la industria en el país, la cual estaba en crecimiento para la época.

## Antecedentes
En 2008 la compañía Electronic Arts publicó el videojuego Mercenaries 2: World in Flames. El juego comienza con el objetivo de invadir a Venezuela para derrocar a un dictador. Sin embargo, a medida que la historia avanzaba, se revelaba que los antagonistas eran los estadounidenses, quienes querían deshacerse de un gobierno de izquierda para colocar en su lugar a un dictador que facilitar la venta de petróleo a Estados Unidos. Al finalizar el juego, en los créditos aparece la frase: “Gracias a la Revolución Bolivariana: un mundo mejor es necesario”. El videojuego no estaba a favor del intervencionismo estadounidense sino en contra, y el productor y escritor del juego, autodefinido como socialista, aseguró que los desarrolladores querían mostrar al "gobierno estadounidense como imperialistas bélicos oportunistas”.
Representantes gubernamentales y diputados oficialistas señalaron al juego como un intento de intromisión por parte de Estados Unidos, calificándolo como una agresión imperialista,y afirmando que el videojuego buscaba conseguir apoyo para una invasión real.El diputado Ismael García, del partido Por la Democracia Social y afín al gobierno, afirmó que el videojuego sería un modelo de preparación para una invasión real y declaró: "Creo que el gobierno estadounidense sabe como preparar campañas de terror psicológico para hacer que las cosas ocurran luego".El presidente Hugo Chávez expresó que los juguetes y videojuegos bélicos promovían "el egoísmo, el individualismo y la violencia".

## Contenido
La ley penaliza la creación, comercialización, distribución y uso de videojuegos violentos, estableciendo multas y y entre tres y cinco años cárcel como sanciones.
El texto afectaba a los videojuegos de PC, videoconsola, arcade, dispositivos portátiles, teléfonos móviles y cualquier otro dispositivo electrónico o telemático, incluyendo internet. De acuerdo con la ley, para que un producto fuese considerado violento debía cumplir con uno de dos requisitos: que afectara el desarrollo y actuaciones futuras de menores de edad o que, en el caso de los juguetes, consistieran en réplicas de armas de fuego, armas blancas o de otra naturaleza violenta.
El texto contemplaba como primera fase de la implantación de la ley la entrega voluntaria por parte de fabricantes, comerciantes y participantes en la distribución y comercialización de dichos productos.

## Historia

### Aprobación
El proyecto de ley fue presentado por el partido Patria Para Todos (PPT) el 30 de septiembre de 2009. El mismo día, se reunieron diputados, dueños de empresas de juguetes y cuatro representantes de la industria de videojuegos venezolanas para discutir el proyecto de ley. La portada de las copias distribuidas mostraba a un hombre con los ojos desorbitados frente a una pantalla con imágenes debajo de un militar y de dos niños jugando con un rifle. Durante la reunión, los representantes de la industria propusieron crear una clasificación para el contenido basada en tablas internacionales, junto con otras modificaciones. La ley fue aprobada el 3 de diciembre de 2009 en tiempo récord, en tres meses.

### Aplicación
El 3 de junio de 2010, la Guardia Nacional Bolivariana destruyó con una aplanadora miles de juguetes y videojuegos bélicos en el estado Portuguesa como parte de la aplicación de la ley.

### Propuestas de enmienda
Desarrolladores de videojuegos crearon la fundación Filantropía con el objetivo de representar a la industria frente a los políticos y de buscar modificar la ley para mejorarla.
En 2023 se presentó una propuesta de enmienda de la ley ante la Comisión Permanente de Educación, Salud, Ciencia, Tecnología e Innovación de la Asamblea Nacional. La iniciativa surgió en el Museo Boliviano y tenía como propósito la integración de un manual de aplicabilidad, revirtiendo las prohibiciones y promoviendo un esquema de regulación y clasificación de contenido de acuerdo con la edad.

## Reacciones
La ley fuertemente criticada, entre otras razones, por su ambigüedad al no incluir una definición concreta de violencia.Otra de las críticas consistió en la percepción de que el gobierno estaba responsabilizando a los videojuegos por los problemas de crimen e inseguridad en el país y que la ley afectaría a comercios pequeños.

## Consecuencias
La aprobación de la ley resultó perjudicial para el desarrollo de videojuegos en Venezuela y causó la desarticulación de la industria en el país, la cual estaba en crecimiento para la época. Varios desarrolladores emigraron o se exiliaron del país como consecuencia, y los estudios que continuaron operando nacionalmente se enfocaron en exportar su catálogo mediante tiendas digitales o editores internacionales.
Por ejemplo, Teravision Games, el estudio de videojuegos más grande en Venezuela para entonces y que trabajaba con empresas tales como Namco y Atari, abrió una oficina en Bogotá en 2010 después de la aprobación de la ley, luego de operar por once años en Venezuela, y posteriormente fue la única oficina que mantuvo. La primera edición del Caracas Game Jam en 2009, el evento de desarrollo de videojuegos más grande en Venezuela, contó con treinta participantes. Al año siguiente y durante la segunda edición del evento, tras la aprobación de la ley, sólo contó con seis desarrolladores.